# Celofibră
Celofibra este un tip de fibră textilă artificială obținută în urma transformării chimice a celulozei în xantogenat de celuloză. Deoarece celofibra se fabrică din polimeri naturali, aceasta nu este considerată ca fiind o fibră sintetică.